# یواس‌اس هاینسورس (دی‌دی-۷۰۰)
یواس‌اس هاینسورس (دی‌دی-۷۰۰) (به انگلیسی: USS Haynsworth (DD-700)) یک کشتی بود که طول آن ۱۱۴٫۸ متر (۳۷۷ فوت) بود. این کشتی در سال ۱۹۴۴ ساخته شد.